# Cyrtandra bidwillii
Cyrtandra bidwillii är en tvåhjärtbladig växtart som beskrevs av Charles Baron Clarke. Cyrtandra bidwillii ingår i släktet Cyrtandra och familjen Gesneriaceae. Inga underarter finns listade i Catalogue of Life.